# Generazione perduta

Le etichette usate in sociologia per indicare le diverse generazioni

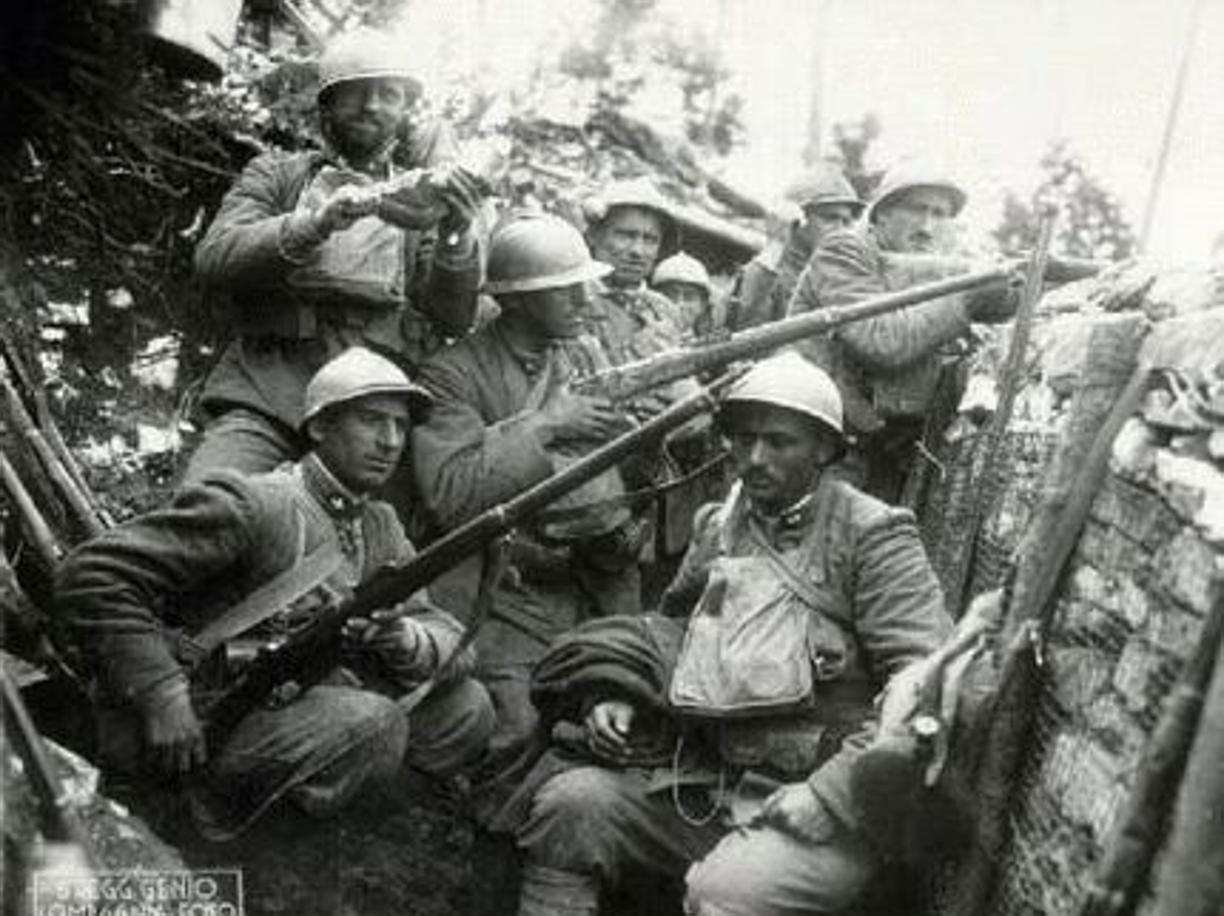
Soldati italiani in trincea durante la prima guerra mondiale

Generazione perduta (Lost Generation) è una definizione resa famosa dallo scrittore statunitense Ernest Hemingway nel libro Festa mobile. In quel volume, Hemingway attribuisce la frase a Gertrude Stein, che allora era sua mentore e mecenate.
La generazione perduta comprende le persone nate tra il 1883 ed il 1900, e in particolare i ragazzi del '99, che compirono 18 anni sul fronte della prima guerra mondiale. La "generazione perduta" è seguita dalla Grande generazione. 

## Origine del termine
Come descritto da Hemingway nel capitolo Une génération perdue di Festa mobile (pubblicato dopo la morte sia di Hemingway che di Stein), l'espressione "generazione perduta" sarebbe stata coniata da Gertrude Stein prendendola in prestito dal proprietario del garage parigino che custodiva l'auto della Stein, una Ford T. Quando un giovane meccanico non era riuscito a riparare l'autovettura in modo soddisfacente, il proprietario del garage apostrofò il ragazzo in questo modo: "siete tutta una 'génération perdue'". Stein, nel raccontare la storia, ha aggiunto: "Questo è ciò che si è. Questo è ciò che tutti sono ... tutti voi, giovani che avete prestato servizio nella guerra. Voi siete una generazione perduta".
L'espressione fu poi resa popolare da Hemingway nell'epigrafe del romanzo Fiesta e nel suo libro di memorie Festa mobile. Nel secondo egli spiegò: «Ho provato a bilanciare la citazione che la signorina Stein ha preso dal proprietario del garage con una proveniente dall'Ecclesiaste»; poche righe dopo, ricordando i rischi e le perdite della guerra, aggiunge: «Ho pensato alla signorina Stein e a Sherwood Anderson e all'egoismo e alla pigrizia mentale opposte alla disciplina, e mi sono detto: "Chi definisce chi una generazione perduta?"»

## Demografia
Si ritiene che questa generazione si sia estinta con la morte di Nabi Tajima, nata il 4 agosto 1900 e  morta il 21 aprile 2018).

## Ideologie culturali e politiche
La Prima guerra mondiale aveva interrotto un lungo periodo di pace (la Belle Époque) per ragioni essenzialmente nazionalistiche. Si può dire che l'ideologia nazionalista e la corsa al riarmo furono il comun denominatore dell'agire dei politici europei di quel periodo.

## Produzione culturale
Tra le figure che s'identificano con la Lost Generation vi sono autori e poeti come Hemingway, Francis Scott Fitzgerald, John Steinbeck , T. S. Eliot, John Dos Passos, Alan Seeger, Erich Maria Remarque, Henry Miller, Ezra Pound e Sherwood Anderson, ma anche pittori come Waldo Peirce e Abraham Walkowitz e artisti come Isadora Duncan.
Altro autore da non dimenticare, perduto e maledetto nel narrare il reale e il sociale del sud statunitense, è Erskine Caldwell, narratore degli ultimi della società,  tanto quanto i contemporanei William Faulkner e John Dos Passos, ma centrato in un sud profondo privo di illusioni o di possibile riscatto.